# Теректі (Саркандський район)
Теректі́ (каз. Теректі) — село у складі Саркандського району Жетисуської області Казахстану. Входить до складу Черкаського сільського округу.
Населення — 28 осіб (2021; 74 у 2009, 165 у 1999, 332 у 1989).
До 2018 року село називалось Садове.